# Zydeco

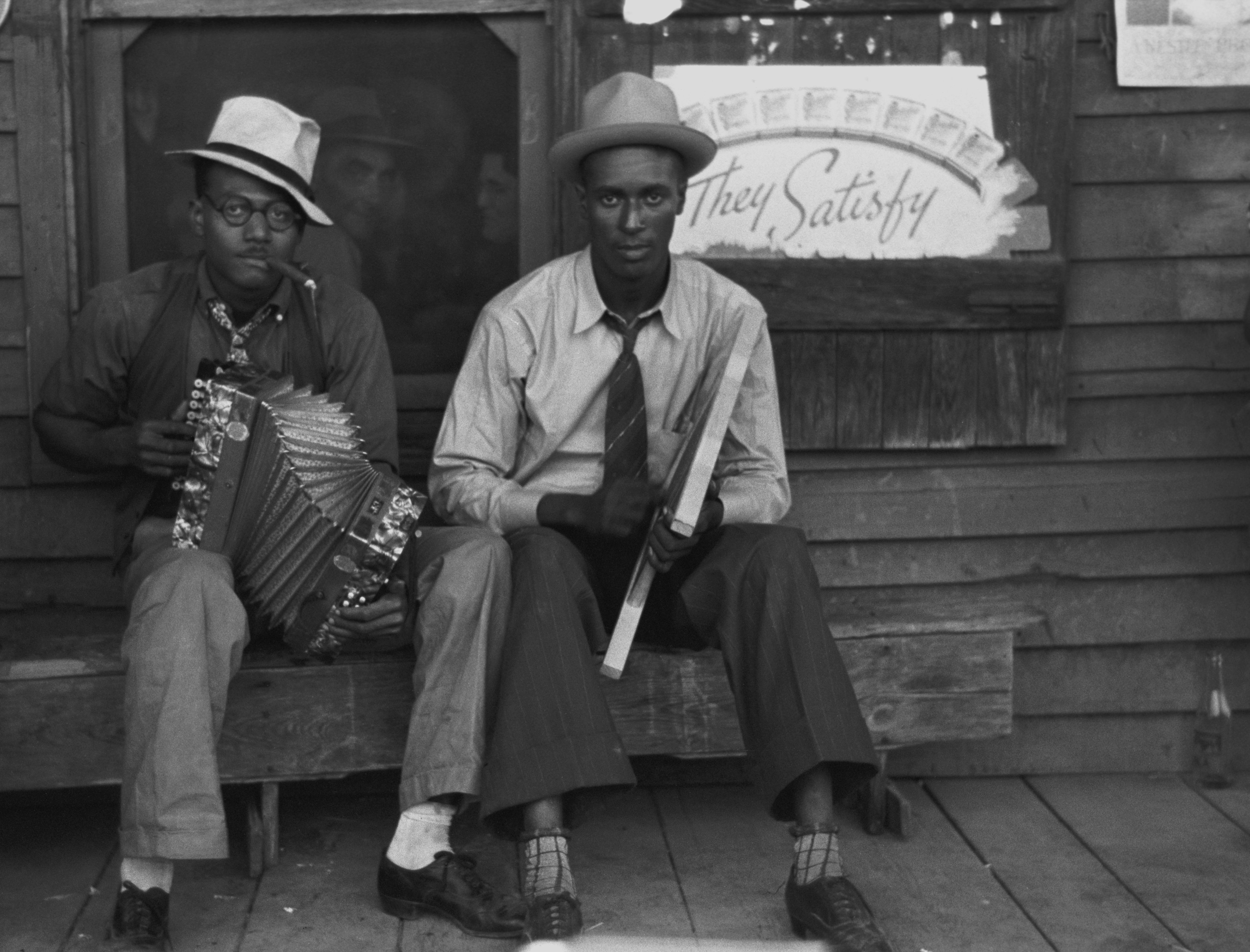
Creoolse muzikanten met accordeon en wasbord voor een winkel in New Iberia, Louisiana, in november 1938.

Zydeco is een muziekvorm die ontstond in het begin van de twintigste eeuw onder de creoolse bevolking van Zuidwest-Louisiana onder invloed van Franssprekende Cajuns. De muziek is hevig gesyncopeerd, meestal uptempo, en ze wordt gedomineerd door de diatonische accordeon (en/of de melodeon) en een soort wasbord dat rub-board of frottoir genoemd wordt; verder gebruikt men ook drums, gitaar, koperblazers en basgitaar.  
Het genre ontstond als een samensmelting van traditionele cajunmuziek met Afrikaans-Amerikaanse tradities die ook de basis waren voor de r&b en de blues. Amede Ardoin maakte de eerste opnamen van wat later zydeco zou worden genoemd in 1928. De muziek raakte in het midden van de jaren vijftig breder bekend dankzij Clifton Chenier (bijnaam "The King of Zydeco") en Boozoo Chavis. De verrassingshit 'My Toot Toot' van Rockin' Sidney bracht een revival van de zydeco in het midden van de jaren tachtig, gesteund door het internationale succes van Buckwheat Zydeco. Jonge zydecomuzikanten zoals Chubby Carrier, CJ Chenier (zoon van Clifton Chenier, die in 1987 overleed) en Rosie Ledet kwamen op in de jaren negentig.

## Herkomst van het woord
Er zijn verschillende verklaringen voor de herkomst van het woord zydeco. Zo zou het woord ontleend zijn aan de Franse uitdrukking Les haricots sont pas salés. 'Les haricots' klinkt als 'lèzarico' waaruit zich 'zarico' en 'zodico' ontwikkelden, wat later in gesproken taal 'zydico' werd. Ook over de betekenis van de uitdrukking bestaat geen overeenstemming. Mogelijk wordt bedoeld: 'ik heb geen zout om de bonen op smaak te brengen, zo arm ben ik'.